# Forte di San Leo
Das Forte di San Leo, auch Rocca di San Leo genannt, ist eine mittelalterliche Festung auf einem felsigen Gipfel über der Gemeinde San Leo in der italienischen Region Emilia-Romagna. Sie dominiert das Tal der Marecchia. Im Jahre 2015 wurden 72.617 Besucher registriert.
Seit Dezember 2014 führt sie das Kulturministerium im Polo museale dell’Emilia-Romagna. Im Dezember 2019 wurde sie Direzione regionale Musei.

## Geschichte
Als Kunstgemeinde, die immer schon der historische Hauptort des Herzogtums des Montefeltro war und in der Felice Orsini und Alessandro Cagliostro inhaftiert waren, war San Leo häufig der Zufluchtsort des italienischen Königs Berengar II., der 961 bei Pavia besiegt wurde.
Eine erste Festung wurde auf dem Berggipfel in altrömischer Zeit erbaut. Im Mittelalter war sie zwischen Byzantinern, den Goten, den Franken und den Langobarden heiß umkämpft. Zwischen 961 und 963 wurde Berengar II., der letzte Herrscher von Reichsitalien, von den Truppen des Kaisers des Heiligen Römischen Reiches, Otto I., belagert. Um die Mitte des 9. Jahrhunderts kamen die Grafen von Montecopiolo in Montefeltro, wie San Leo früher hieß, zusammen; daher rühren Namen und Grafentitel. In der zweiten Hälfte des 14. Jahrhunderts gelang es den Malatestas, die Festung zu erobern, und sie wechselten sich in ihrem Besitz bis zur Mitte des 15. Jahrhunderts mit den Montefeltros ab. 1441 sorgte der jugendliche Federico da Montefeltro für einen unternehmungslustigen Aufstieg der Festung. Um mit den neuen Militärtechniken Schritt zu halten, ließ dieser die Festung unter der Leitung des Militäringenieurs Francesco di Giorgio Martini neu aufbauen.
Das neue Gebäude ermöglichte einen dynamischen Gegenangriff, wobei es Querschussrichtungen sicherstellte. Um diese Bedingungen sicherzustellen, waren die Seiten der Festung mit Artillerie versehen und die Zugangswege waren für den feindlichen Beschuss dank militärischer Vorposten nicht erreichbar.
1502 bemächtigte sich Cesare Borgia mit der Unterstützung Papst Alexander VI. der Festung. Nach dem Tod des Papstes 1503 erlangte Guidobaldo I. da Montefeltro den Besitz seiner Herrschaftsgebiete zurück. 1516 drangen die Truppen von Florenz, diesmal unterstützt durch Papst Leo X., unter der Führung von Antonio Ricasoli in die Stadt ein und requirierten die Festung.
Von 1527 bis zur Unterwerfung des Herzogtums Urbino unter den Kirchenstaat 1631 gehörte San Leo der Familie Della Rovere. Mit den neuen Besitzern wandelte sich die Nutzung des Gebäudes von einer Festung zu einem Gefängnis, dessen Zellen in den bisherigen Unterkünften der Soldaten eingerichtet wurden. Unter den dortigen Häftlingen stechen die Namen von Felice Orsini und des Abenteurers Cagliostro heraus. 1906 wurde die Festung für acht Jahre als Gefängnis aufgegeben, bis dort 1914 eine „Compagnia di disciplina“ (dt.: Disziplinierungskompanie, bzw. Militärgefängnis) untergebracht wurde.
Im Königreich Italien und der nachfolgenden Republik wurde die Gemeinde San Leo der Region Marken (Provinz Pesaro und Urbino) zugeschlagen. Am 15. August 2009 wurde sie zusammen mit sechs weiteren Gemeinden des oberen Marecchiatals nach dem Ergebnis eines Volksentscheids vom 17./18. Dezember 2006 in die Region Emilia-Romagna umgruppiert. Gegen diese neue Zuordnung hat die Region Marken beim italienischen Verfassungsgerichtshof Berufung eingelegt, aber dieser hat sie als unbegründet abgewiesen.
Heute sind in den Räumen der Festung ein Armeemuseum und eine Pinakothek untergebracht.

## Beschreibung
Die Festung besteht aus zwei ziemlich unterschiedlichen Teilen: Dem Bergfried, der mit seinen quadratischen Türmchen und dem gotischen Eingang der älteste Teil ist, und dem Wohnflügel, den großen Rundtürmen und der Rumpfmauer mit Konsolen, die sie verbindet; sie sind später entstanden. Die beiden großen Türme, die Umfassungsmauer und der Bergfried begrenzen darüber hinaus die sogenannte „Piazza d’Armi“ (dt.: Waffenplatz).
Das Gebiet ist mit felsigen Gipfeln übersät, die sich erheben, und ihre steilsten Wände zeigen zum Meer hin. Auf jeder dieser Spitzen erinnert eine Burg oder Ruinen einer Festung an eine turbulente Vergangenheit. Dagegen mildern die alten Pfarreien den wilden Anblick der Täler und Höhen. Dem Besucher, der aus der Ebene der Romagna kommt, zeigt sich der Festungsort abgeschirmt durch sein enormes Schild aus sehr glattem und hohen Fels. Demjenigen, der aus dem Gebirge hinabsteigt, erscheint er als Schiff mit hohem Bug gen Osten, mit dem Glockenturm, der einem Mast ähnelt, und seinen wenigen, unförmigen und angefüllten Häusern.

## Bildergalerie

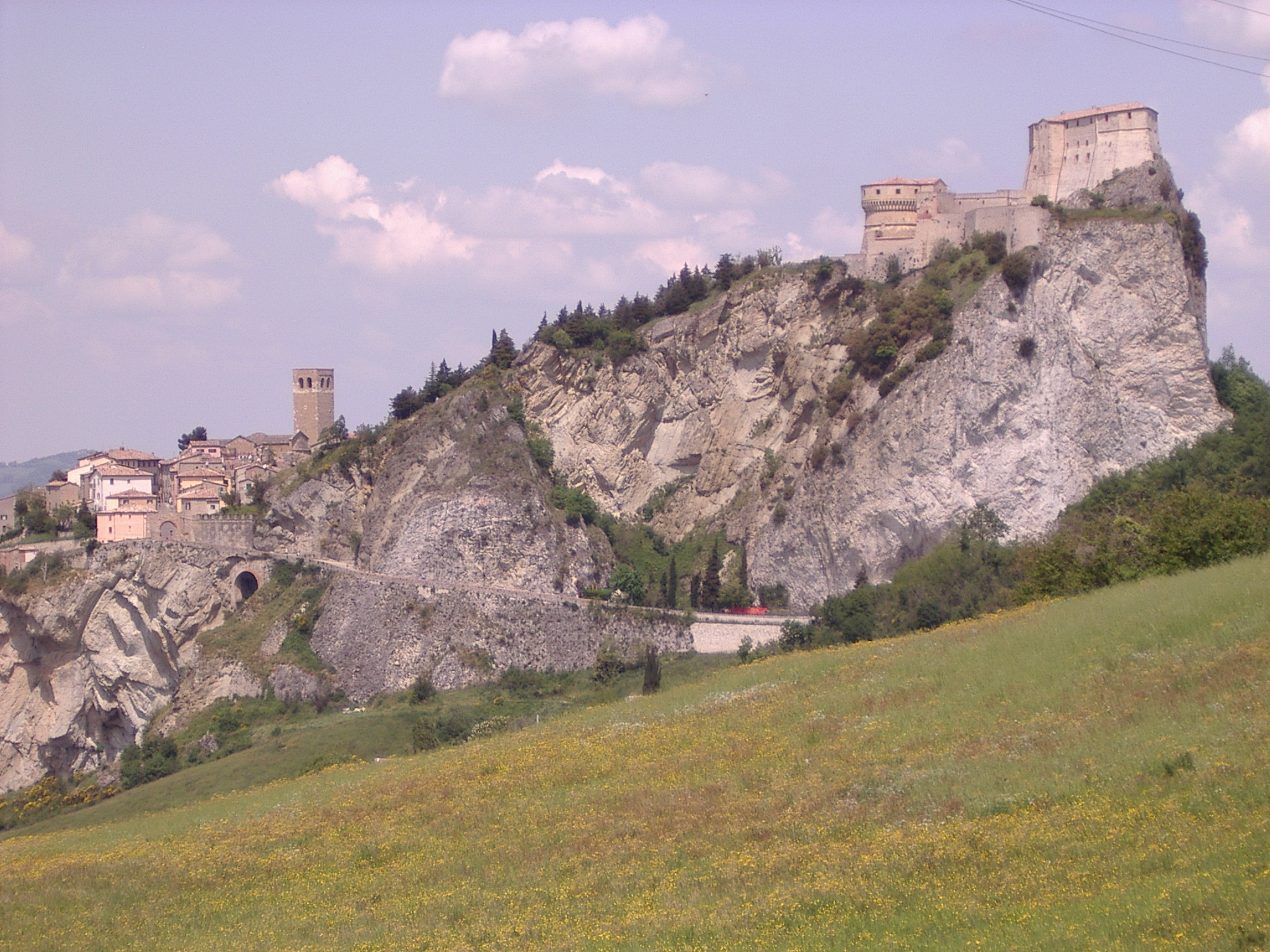
Das Dorf, das von der Festung dominiert wird
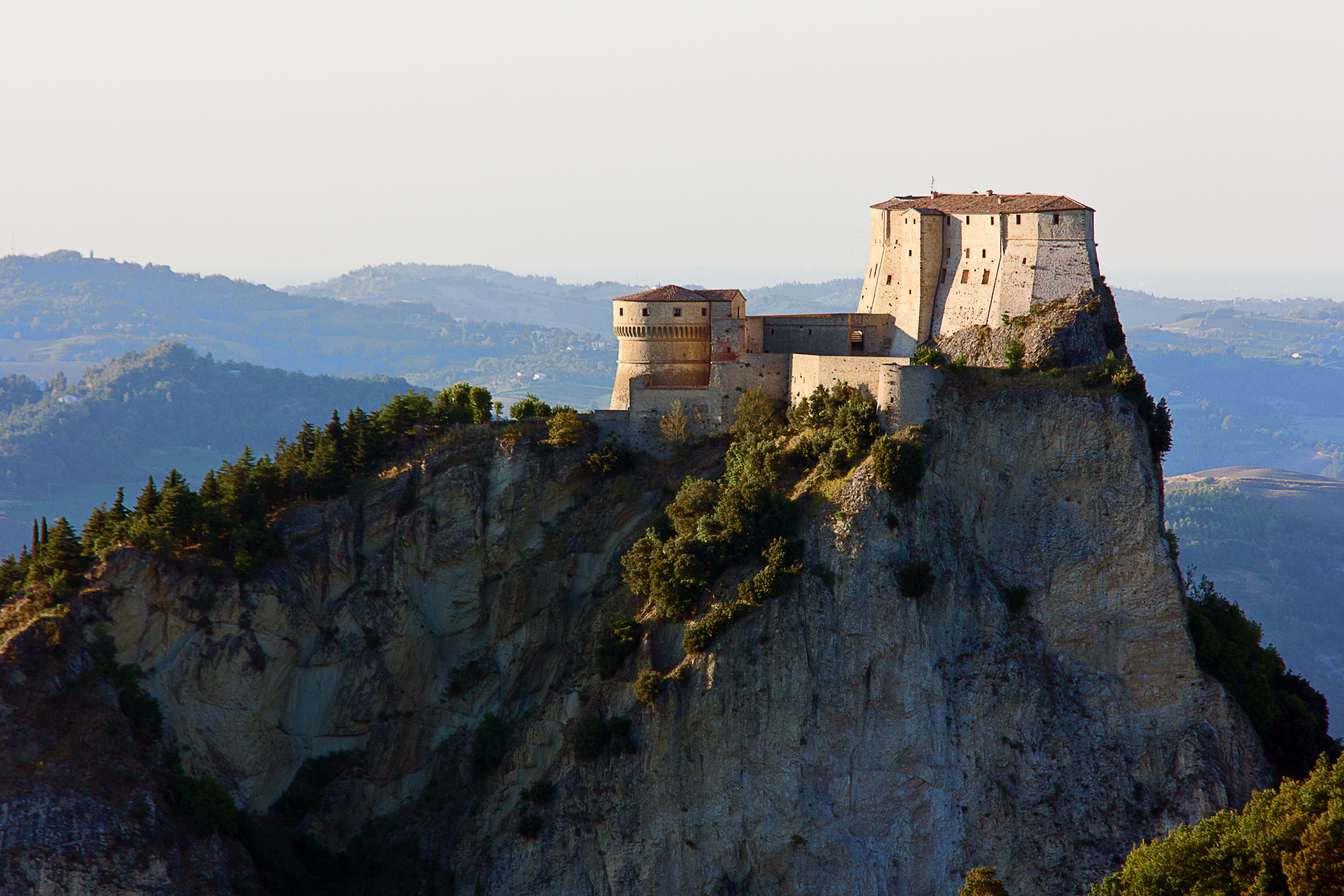
Die Festung
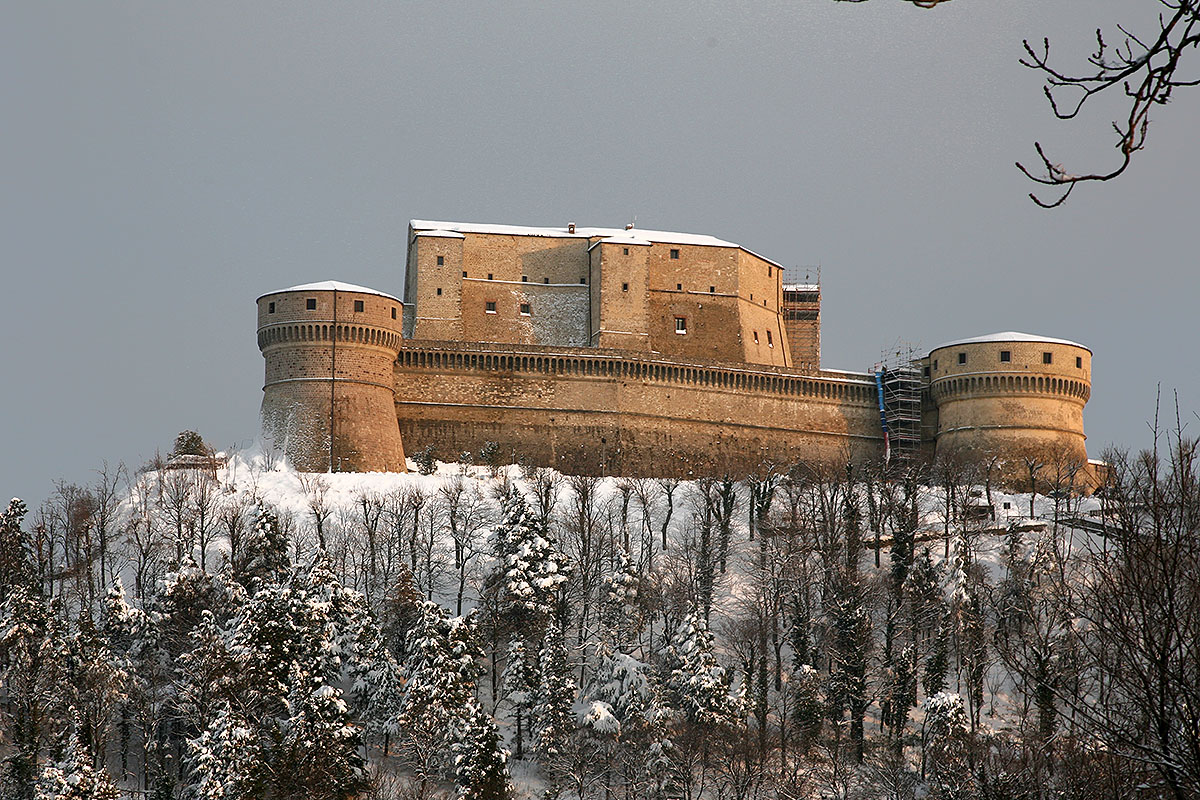
Die verschneite Festung
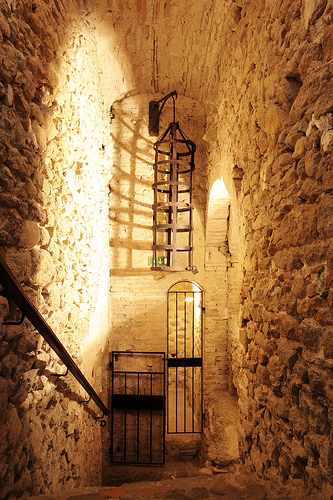
Ein Gang in der Festung
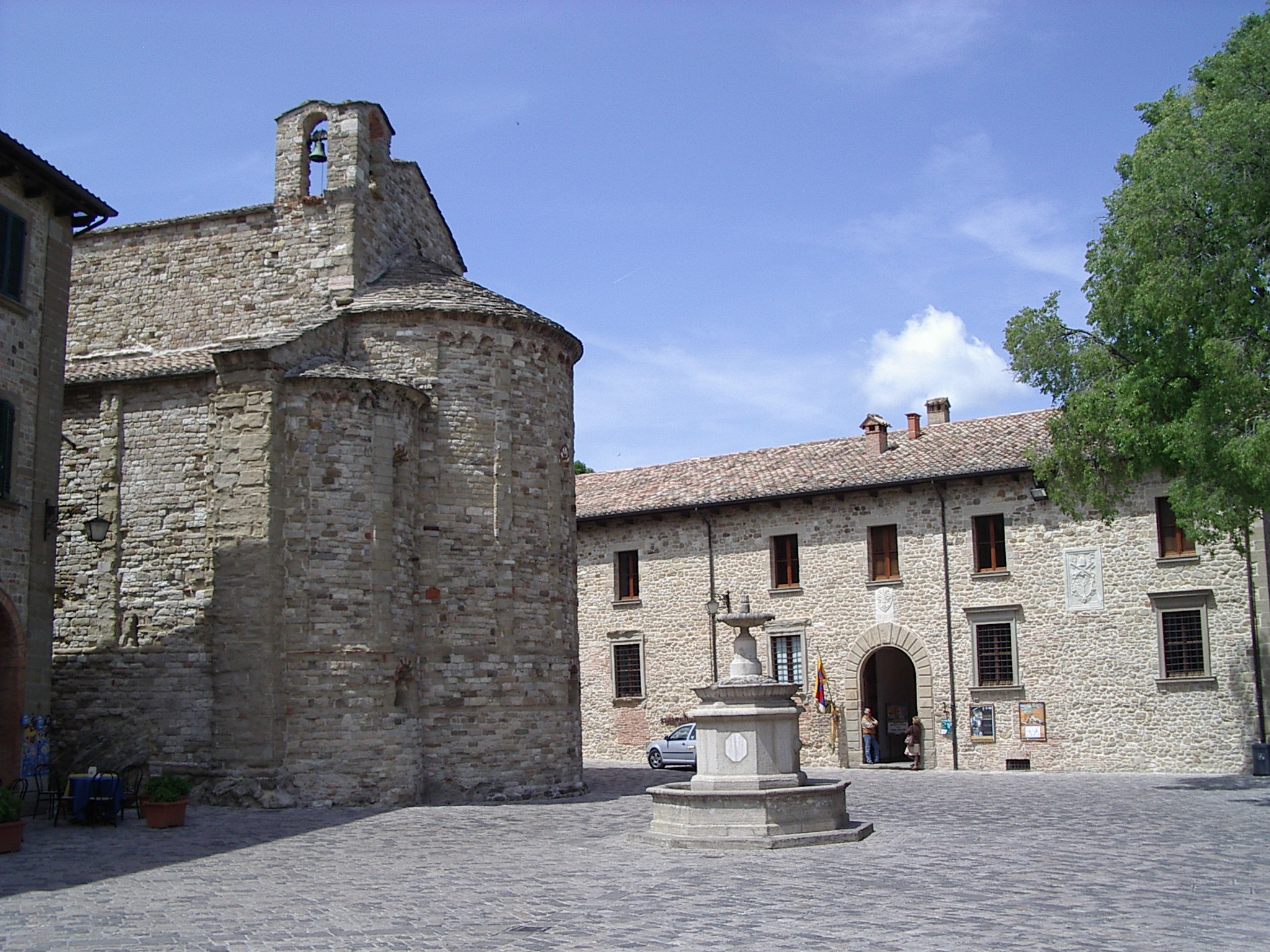
Waffenplatz von San Leo
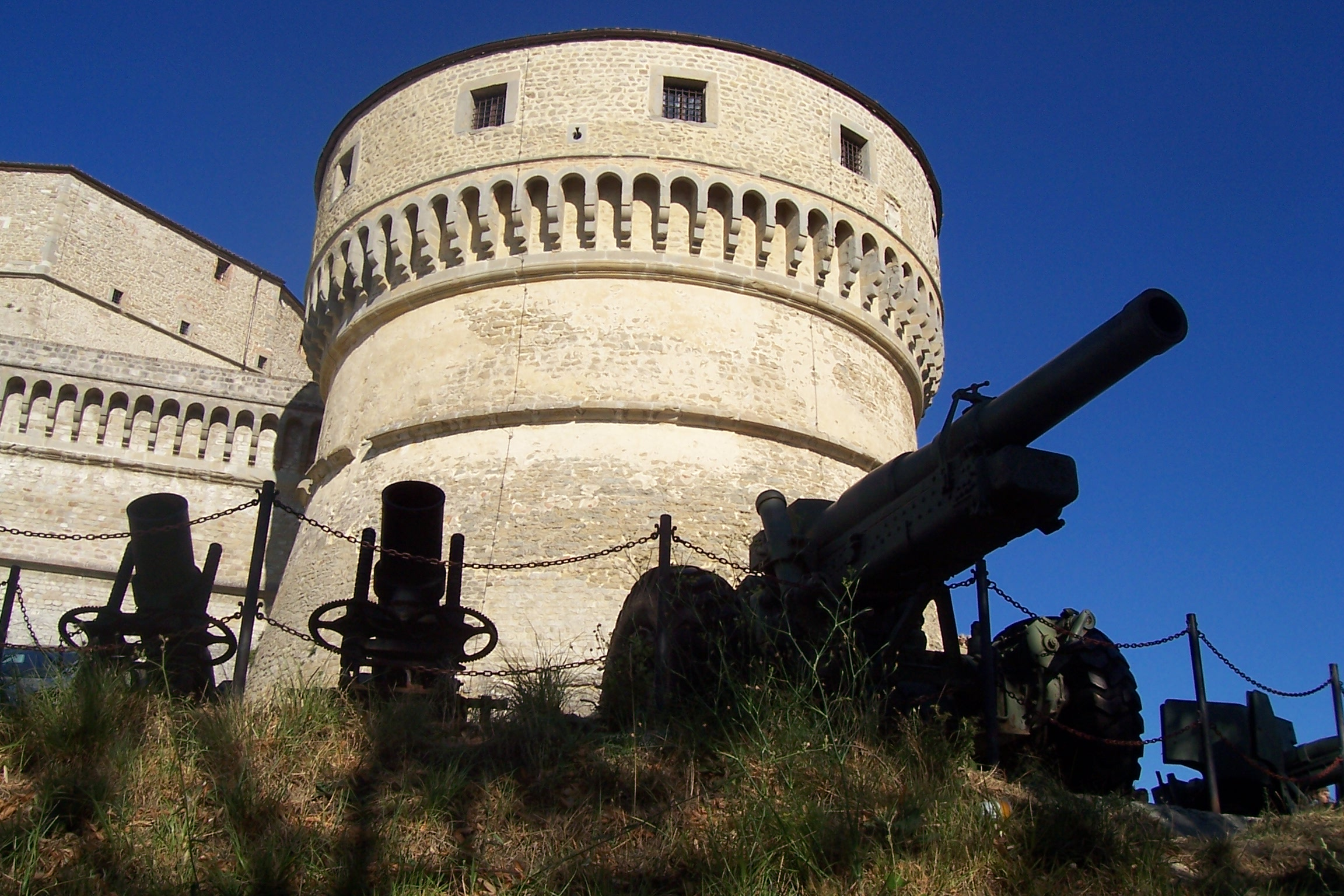
Rundturm der Festung mit drei Kanonen
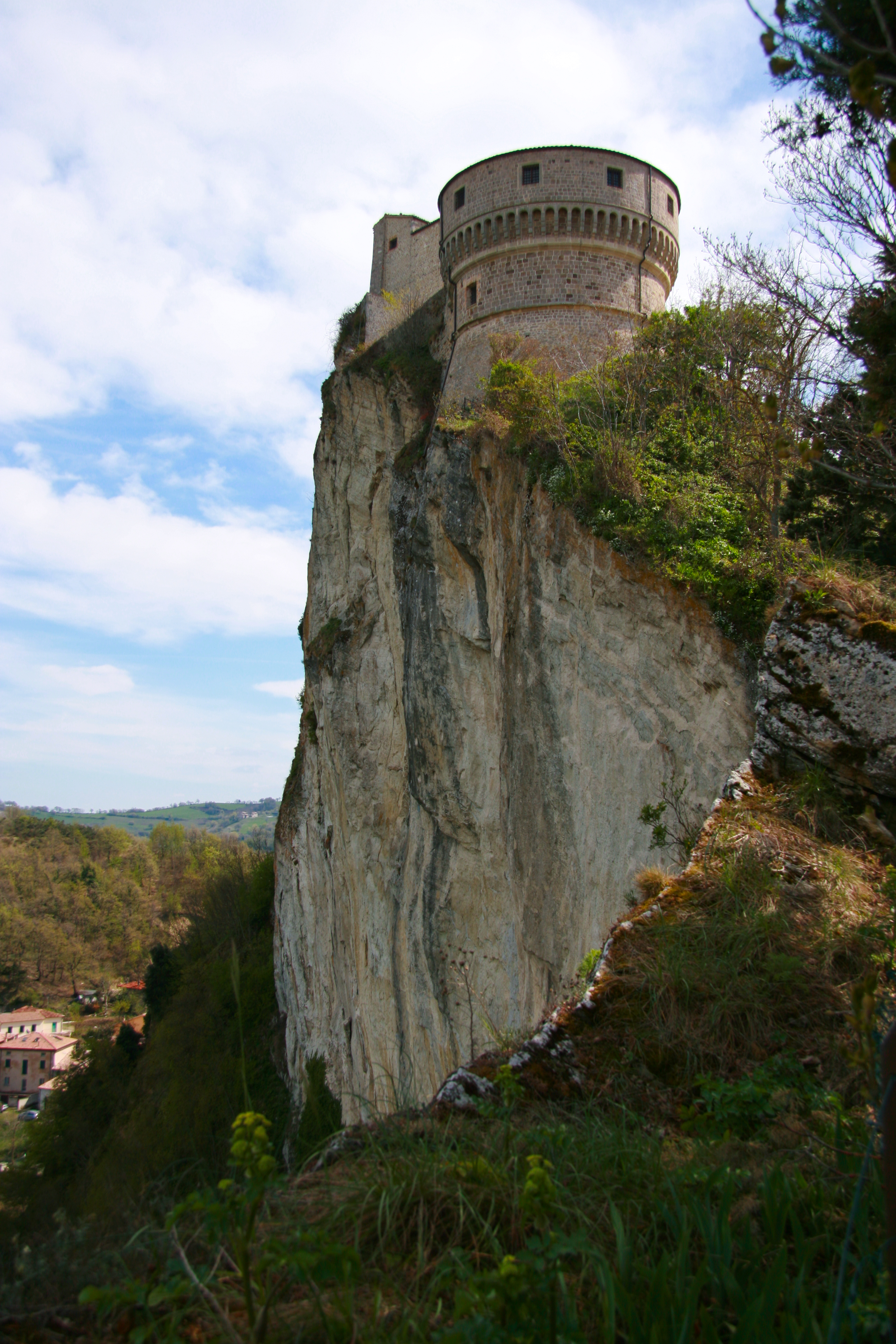
Rundturm der Festung von der Zufahrtsstraße vom Dorf aus